# Tim Harford

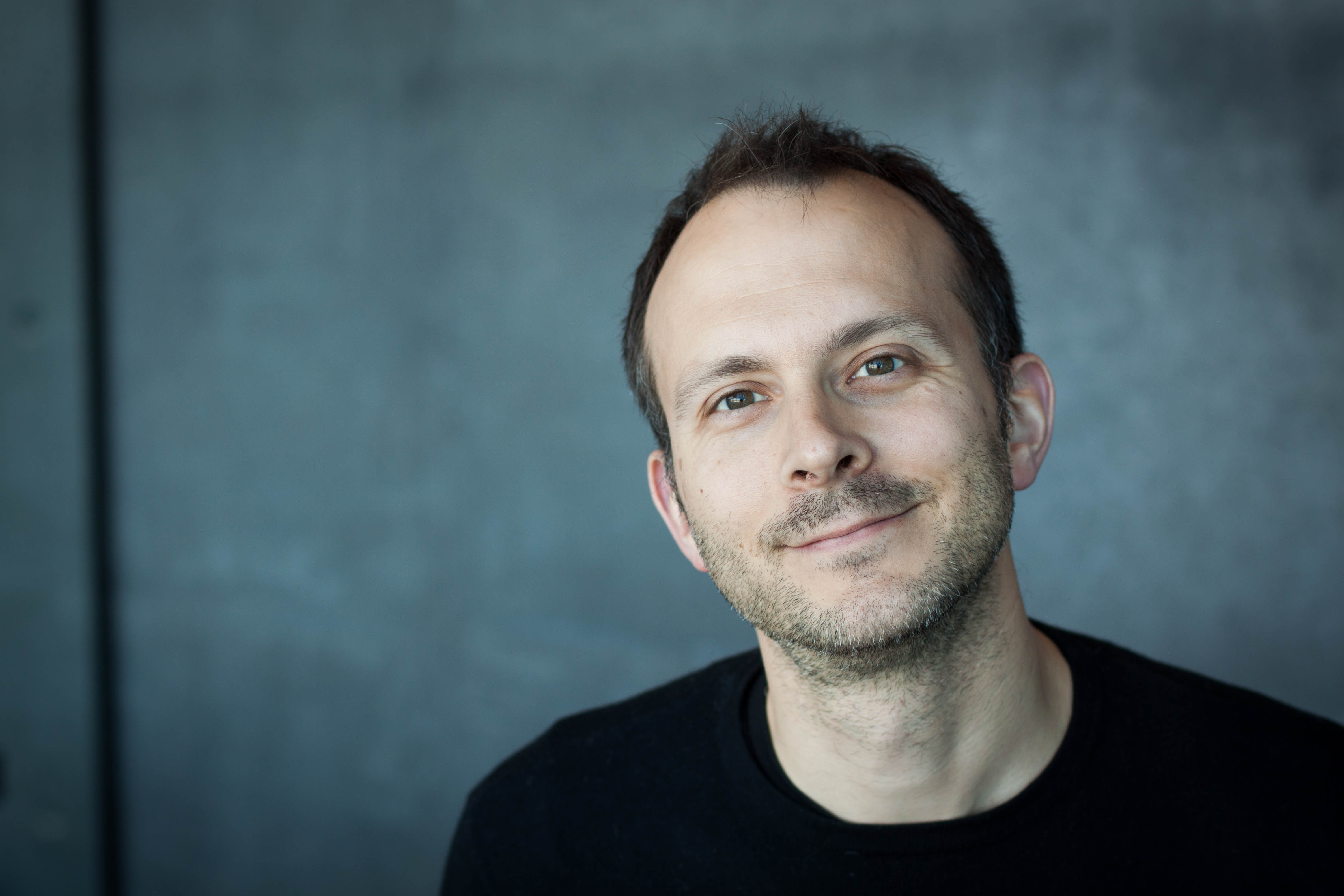
Tim Harford (2012)

Tim Douglas Harford (* 27. September 1973 in Kent) ist ein britischer Ökonom und Journalist. Er ist Autor des Bestsellers The Undercover Economist (dt. Ökonomics), der in 30 Sprachen übersetzt und weltweit fast eine Million Mal verkauft wurde.

## Leben
Tim Harford ist als Kolumnist für die Financial Times tätig und schreibt auch für andere Magazine und Zeitungen wie The Atlantic, Esquire, Forbes Magazine, Wired, New York Magazine, The Guardian, London Times, Washington Post und New York Times. Zudem präsentiert er TV- und Radiosendungen für die BBC und weitere Programme.
Zuvor arbeitete Harford für Royal Dutch Shell und die Weltbank. Er ist ein Visiting Fellow am Nuffield College und an der Cass Business School. Er lebt in Oxford mit seiner Frau und drei Kindern.
2010 wurde er von der Royal Statistical Society dafür ausgezeichnet, dass er in seinen Büchern statistische Verfahren allgemeinverständlich präsentiert.

## Charter Cities
Harford ist Anhänger des Konzepts von Paul Romer der Charter Cities, die Harford auch innerhalb eines Landes möchte. Sie erlauben für die Methode des Trial and Error, welche er mit seinem Buch propagiert, eine Variation und Selektion im großen Maßstab, da es zu verkraften sei, wenn einzelne Städte scheitern. Jede Charter City macht ihre eigenen Gesetze und Bestimmungen und es erfolgt von den Bürgern eine »Abstimmung mit den Füßen«, welche Stadt am besten eine vernünftige Lebensqualität, Sicherheit vor Kriminalität oder ein ordentliches Einkommen erzielt. Als historisches Beispiel nennt er den Aufstieg der Hansestadt Lübeck, die im 12. Jahrhundert ihren Bürgern in einer Charta festgeschriebene Rechte garantierte. Moderne Beispiele sind Singapur und New Songdo City.

## Schriften (Auswahl)
- The Undercover Economist: Exposing Why the Rich Are Rich, the Poor Are Poor--And Why You Can Never Buy a Decent Used Car!. Oxford University Press, Oxford 2005, ISBN 0-19-518977-9.
  - deutsch: Ökonomics: Warum die Reichen reich sind und die Armen arm und Sie nie einen günstigen Gebrauchtwagen bekommen. Riemann Verlag, München 2006, ISBN 978-3-570-50073-6.
- The Logic of Life: Uncovering the New Economics of Everything. Little, Brown and Company, 2008, ISBN 978-0-316-02756-4.
  - deutsch: Die Logik des Lebens: Warum Ihr Boss überbezahlt ist, Oralsex boomt und New Orleans nicht wieder aufgebaut wird - Die rationalen Motive unserer scheinbar irrationalen Entscheidungen. Riemann Verlag, München 2008, ISBN 978-3-570-50096-5.
- Dear Undercover Economist: The Very Best Letters from the "Dear Economist" Column: The Undercover Economist Solves Life's Everyday Mysteries and Problems. Little, Brown and Company, 2009, ISBN 978-1-4087-0154-6.
  - deutsch: Warum Sie immer an der falschen Kasse stehen: Ökonomische Antworten auf 163 Alltagsfragen. Econ Verlag, Berlin 2010, ISBN 978-3-430-20091-2.
- Adapt: Why Success Always Starts with Failure. Little, Brown and Company, 2011, ISBN 978-1-408-70152-2.
  - deutsch: Trial and Error: Warum nur Niederlagen zum Erfolg führen. Rowohlt Verlag, Reinbek 2012, ISBN 978-3-498-03016-2.
- The Undercover Economist Strikes Back: How to Run or Ruin an Economy. Little, Brown and Company, 2013, ISBN 978-1-408-70424-0.
- Messy: How to Be Creative and Resilient in a Tidy-Minded World. Little, Brown and Company, 2016, ISBN 978-1-408-70676-3.
- Fifty Things That Made the Modern Economy. Little, Brown and Company, 2017, ISBN 978-1-408-70911-5.
- How to Make the World Add Up. Ten Rules for Thinking Differently About Numbers. The Bridge Street Press, London 2020, ISBN 978-1-4087-1223-8.